# Campeonato Francês de Patinação Artística no Gelo de 2017
O Campeonato Francês de Patinação Artística no Gelo de 2017 foi a centésima primeira edição do Campeonato Francês de Patinação Artística no Gelo, um evento anual de patinação artística no gelo onde os patinadores artísticos competem pelo título de campeão francês. A competição foi disputada entre os dias 14 de dezembro e 16 de dezembro de 2017, na cidade de Nantes, País do Loire. 

## Eventos
- Individual masculino
- Individual feminino
- Duplas
- Dança no gelo
- Patinação sincronizada

## Medalhistas
| Evento                        | Ouro                                  | Prata                              | Bronze                             |
| Individual masculino detalhes | Chafik Besseghier                     | Kevin Aymoz                        | Romain Ponsart                     |
| Individual feminino detalhes  | Maé Bérénice Méité                    | Laurine Lecavelier                 | Léa Serna                          |
| Duplas detalhes               | Lola Esbrat Andrei Novoselov          | Cleo Hamon Denys Strekalin         | Coline Keriven Noël Antoine Pierre |
| Dança no gelo detalhes        | Gabriella Papadakis Guillaume Cizeron | Marie Jade Lauriault Romain Le Gac | Angelique Abachkina Louis Thauron  |
| Sincronizada detalhes         | Les Zoulous                           | nenhum outro competidor            | nenhum outro competidor            |

## Resultados

### Individual masculino
| Pos.              | Nome                    | Pontos | PC         | PL         |
| ----------------- | ----------------------- | ------ | ---------- | ---------- |
| Medalha de ouro   | Chafik Besseghier       | 234.03 | 80.50 (1)  | 153.53 (1) |
| Medalha de prata  | Kevin Aymoz             | 216.50 | 67.57 (5)  | 148.93 (2) |
| Medalha de bronze | Romain Ponsart          | 212.08 | 76.14 (2)  | 135.94 (4) |
| 4                 | Adam Siao Him Fa        | 210.59 | 68.48 (4)  | 142.11 (3) |
| 5                 | Philip Warren           | 200.80 | 69.63 (3)  | 131.17 (5) |
| 6                 | Adrien Tesson           | 189.65 | 67.42 (6)  | 122.23 (6) |
| 7                 | Luc Economides          | 182.76 | 62.78 (7)  | 119.98 (7) |
| 8                 | Julian Donica           | 151.51 | 53.68 (9)  | 97.83 (4)  |
| 9                 | Landry Le May           | 148.24 | 53.14 (10) | 95.10 (10) |
| 10                | Lotfi Sereir            | 145.87 | 49.82 (11) | 96.05 (9)  |
| 11                | Davide Lewton-Brain     | 133.28 | 54.28 (8)  | 79.00 (11) |
| 11                | MCO Davide Lewton-Brain | 133.28 | 54.28 (8)  | 79.00 (11) |

### Individual feminino
| Pos.              | Nome               | Pontos | PC        | PL         |
| ----------------- | ------------------ | ------ | --------- | ---------- |
| Medalha de ouro   | Maé-Bérénice Meité | 183.00 | 63.79 (1) | 119.21 (1) |
| Medalha de prata  | Laurine Lecavelier | 178.04 | 63.12 (2) | 114.92 (3) |
| Medalha de bronze | Léa Serna          | 171.39 | 55.58 (3) | 115.81 (2) |
| 4                 | Alizée Crozet      | 147.35 | 49.01 (4) | 98.34 (5)  |
| 5                 | Julie Froetscher   | 145.50 | 47.08 (5) | 98.42 (4)  |
| 6                 | Pauline Wanner     | 126.63 | 45.03 (6) | 81.60 (7)  |
| 7                 | Cassandra Perotin  | 126.30 | 44.57 (7) | 81.73 (6)  |
| 8                 | Sandra Ramond      | 121.42 | 41.90 (8) | 79.52 (8)  |
| 9                 | Océane Piegad      | 116.16 | 40.89 (9) | 75.27 (9)  |

### Duplas
| Pos.              | Nome                                 | Pontos | PC        | PL        |
| ----------------- | ------------------------------------ | ------ | --------- | --------- |
| Medalha de ouro   | Lola Esbrat / Andrei Novoselov       | 137.71 | 49.46 (1) | 88.25 (1) |
| Medalha de prata  | Cleo Hamon / Denys Strekalin         | 123.92 | 48.36 (2) | 75.56 (3) |
| Medalha de bronze | Coline Keriven / Noël Antoine Pierre | 120.75 | 42.66 (3) | 78.09 (2) |

### Dança no gelo
| Pos.              | Nome                                    | Pontos | PC        | PL         |
| ----------------- | --------------------------------------- | ------ | --------- | ---------- |
| Medalha de ouro   | Gabriella Papadakis / Guillaume Cizeron | 202.11 | 79.01 (1) | 123.10 (1) |
| Medalha de prata  | Marie Jade Lauriault / Romain Le Gac    | 163.94 | 63.50 (2) | 100.44 (2) |
| Medalha de bronze | Angelique Abachkina / Louis Thauron     | 159.80 | 63.43 (3) | 96.37 (3)  |
| 4                 | Lorenza Alessandrini / Pierre Souquet   | 136.71 | 54.21 (4) | 82.50 (4)  |

### Patinação sincronizada
| Pos.            | Nome        | Pontos | PC        | PL        |
| --------------- | ----------- | ------ | --------- | --------- |
| Medalha de ouro | Les Zoulous | 131.44 | 47.74 (1) | 83.70 (1) |